# Menonvillea comberi
Menonvillea comberi är en korsblommig växtart som beskrevs av N.Y. Sandwith. Menonvillea comberi ingår i släktet Menonvillea och familjen korsblommiga växter. Inga underarter finns listade i Catalogue of Life.